# Sainte-Gemmes
Sainte-Gemmes is een plaats en voormalige gemeente in het Franse departement Loir-et-Cher in de regio Centre-Val de Loire en telt 100 inwoners (2009).

## Geschiedenis
Sainte-Gemmes maakte deel uit van het kanton Selommes totdat dit op 22 maart 2015 werd opgeheven en de gemeenten werden opgenomen in het op die dag gevormde kanton La Beauce. Op 1 januari 2017 fuseerde de gemeente met Baigneaux, Beauvilliers en Oucques tot de commune nouvelle Oucques La Nouvelle. Hierbij werd Sainte-Gemmes overgeheveld van het arrondissement Vendôme naar het arrondissement Blois.

## Geografie
De oppervlakte van Sainte-Gemmes bedraagt 8,4 km², de bevolkingsdichtheid is dus 11,9 inwoners per km².
De onderstaande kaart toont de ligging van Sainte-Gemmes met de belangrijkste infrastructuur en aangrenzende gemeenten.

## Demografie
Onderstaande figuur toont het verloop van het inwonertal (bron: INSEE-tellingen).